# Кьяруджи, Винченцо
Винче́нцо Кьяру́джи (итал. Vincenzo Chiarugi), также Винче́нцио (Vincenzio; 17 февраля 1759, Эмполи — 22 декабря 1820, Флоренция) — итальянский врач, один из основоположников современной психиатрии.

## Биография
Родился 17 февраля 1759 года в Эмполи в семье врача Антона Грегорио Кьяруджи и Маргериты Конти, умершей при родах. В юном возрасте поступил на медицинский факультет Пизанского университета, который с отличием окончил в 1779 году, после чего в течение года проходил практику во флорентийской больнице Санта-Мария-Нуова. После окончания практики продолжил работать в той же больнице вплоть до 1785 года, сперва в качестве дежурного врача, а затем в качестве заведующего мужским отделением. В 1785 году перешёл на работу в психиатрическую лечебницу Санта-Доротея, где проработал до 1788 года.
В мае 1788 года Кьяруджи возглавил флорентийскую больницу Бонифацио, которая специализировалась на «сумасшедших и неизлечимых больных» (итал. pazzi e inguaribili) — среди последних в основном были пациенты с хроническими дерматитами и венерическескими заболеваниями — такими, как сифилис и пеллагра. В больнице было около 150 пациентов, а в подчинении Кьяруджи — лишь пятеро сотрудников, но вместе с тем она выгодно отличалась от многих других больниц того времени более просторными помещениями и даже наличием двора с зелёными насаждениями. В 1789 году Кьяруджи подготовил по заданию правительства Великого герцогства Тосканского обширный документ, озаглавленный «Регламент Королевских больниц Санта-Мария-Нуова и Бонифацио». В этом тексте была предпринята попытка начать гуманизацию психиатрических лечебниц, поскольку несмотря на то, что ещё в 1774 году правительством Петра Леопольда I был принят «Закон о сумасшедших» — один из первых в Европе, почти никаких конкретных шагов с тех пор предпринято не было, и психиатрические больницы представляли собой преимущественно всего лишь места заключения больных и изоляции общества от них. Несмотря на то, что подобные документы к тому времени уже существовали в ряде других стран, в частности, в Англии, труд Кьяруджи был одним из первых, в котором предлагались конкретные шаги, а не просто декларации. Несмотря на свою новизну, документ всё ещё представлял собой типичный образец отношения к психическим больным XVIII века — в частности, в нём предписывалось связывать пациентов по ночам (а буйных — и днём), что впрочем, было частично оправдано недостатком персонала. Вместе с тем, регламент отменял обливание больных холодной водой в качестве лечебного средства, уделял большое внимание медицинской стороне дела, а не только репрессивной, предписывал необходимость соблюдения гигиены и качество еды для больных. 
Кьяруджи разделил всех пациентов больницы Бонифацио на несколько категорий: неизлечимые, инвалиды, больные с деменцией и кожными заболеваниями. Каждой группе был предписан особый уход, пациенты с психическими заболеваниями были разделены на группы по нозологическим критериям, и каждой из них предписывался особый порядок лечения и ухода. Разделение пациентов на группы позволило Кьяруджи перейти от чисто административных мер к научным, так как дало возможность производить наблюдение пациентов со сходными симптомами и вырабатывать для каждой группы свои рекомендации. Результатом этого стал опубликованный в 1793—1794 годах трёхтомный труд, озаглавленный «О помешательстве в общем и в деталях. Медицинский аналитический трактат с сотней наблюдений». Несмотря на то, что в XVIII веке трактат остался практически без внимания за пределами Италии (вышел единственный перевод на немецкий язык в Лейпциге в 1795 году), по прошествии лет он стал считаться одним из фундаментальных трудов в области психиатрии, так как был одной из первых работ о психиатрии в её современном понимании. Помимо новшеств в лечении психических больных, введённых ещё в «Регламенте...», предлагались и другие меры как для гуманизации, так и для реабилитации пациентов — в частности, Кьяруджи был первым в Европе, полностью отказавшимся от использования цепей и связывания больных (раньше Филиппа Пинеля), а также обосновал необходимость трудотерапии. Вместе с тем, автор придерживался свойственного для XVIII века мнения о некоей единой природе всех видов помешательства и наличии общих закономерностей для всех психических болезней.
Несмотря на отсутствие признания на европейском уровне, Винченцо Кьяруджи стал заметной фигурой в области психиатрии в Италии. Он был избран действительным членом Академии Джеоргофоли, Академии Коломбария, Сиенской академии наук и членом-корреспондентов академий Венеции, Лукки, Падуи, Пармы, Пистои и других итальянских городов. Кьяруджи продолжал работать в больнице Бонифацио, но помимо этого стал консультантом многих других больниц в различных итальянских городах, его приглашали с докладами правительства различных итальянских государств. Потрясения Италии во время Наполеоновских войн, по всей видимости, обошли стороной жизнь доктора и возглавляемой им больницы. Почти до самой смерти Кьяруджи продолжал работу, написал ещё довольно большое количество сочинений по психиатрии. О личной жизни доктора известно крайне мало — по всей видимости, он был полностью посвящён заботой о своих больных, о возглавляемой им больнице и науке. Винченцо Кьяруджи скончался во Флоренции 22 декабря 1820 года.

## Сочинения
- Regolamento dei Regi Spedali di Santa Maria Nuova e di Bonifazio («Регламент Королевских больниц Санта-Мария-Нуова и Бонифацио», 1789)
- Della pazzia in genere ed in specie. Trattato medico-analitico con una centuria di osservazioni («О помешательстве в общем и в деталях. Медицинский аналитический трактат с сотней наблюдений», в трёх томах, 1793—1794; немецкий перевод 1795; второе издание 1808)
- Saggio teorico-pratico sulle malattie cutanee sordide osservate nel R. Ospedale Bonifazio di Firenze («Теоретическое и практическое эссе о кожных болезнях, наблюдавшихся в Королевской больнице Бонифацио во Флоренции», 1799; второе издание 1807)
- La fisica dell’uomo, ossia corso completo di medicina ad uso degli Ufficiali di Sanità («Физиология человека, или Полный курс медицины для санитарных работников», в трёх томах, 1811—1812)
- Saggio di ricerche sulla pellagra («Эссе об исследованиях пеллагры», 1814)